# Urubamba (provincie)
Urubamba is een van de dertien provincies in de regio Cuzco, gelegen in het zuidelijk gebergte van Peru. De provincie is genoemd naar de Urubamba en heeft een oppervlakte van 1439 km² en telt 64.520 inwoners (2015). De hoofdplaats van de provincie is het district Urubamba. In deze provincie ligt ook Aguas Calientes, de vertrekplaats naar Machu Picchu.

## Bestuurlijke indeling
De provincie Urubamba is verdeeld in zeven districten, met elk een burgemeester. De districten zijn, UBIGEO tussen haakjes:
- (081302) Chinchero
- (081303) Huayllabamba
- (081304) Machupicchu
- (081305) Maras
- (081306) Ollantaytambo
- (081301) Urubamba, hoofdplaats van de provincie
- (081307) Yucay

Acomayo · Anta · Calca · Canas · Canchis · Chumbivilcas · Cuzco · Espinar · La Convención · Paruro · Paucartambo · Quispicanchi · Urubamba